# Тино (острво)
Тино је италијанско острво у Лигурском мору на најзападнијем делу залива Ла Специја. Оно је средње острво архипелаг Специно који чине још два острва, велики и севернији Палмарија и мањи и јужнији Тинето, који заједно праве повезан низ.
Острво има површину од 0,13 км² и највиши врх од 121,8 м, а налази се у једном од најсликовитијих и најпознатијих медитеранских приобалних подручја, познатом по својој лепоти и популарности као туристичке дестинације. Обала Чинкве тере са својих пет села и околна брда Националног парка Портовенере су заједно с ова три острва од 1997. године на списку УНЕСКО-ве Светска баштине.

## Историја
Светац заштитник залива Специја, Свети Венерије (San Venerio, око 560.—630.), је живео као пустињак на Тину, а касније као опат. Слави се у околини сваке године 13. септембра. На месту његове смрти је изграђено светилиште које је у XI веку прерасло у самостан, чији остаци су још видљиви на северној страни острва.
Данас се на острву налази само светионик, а делом је војна зона забрањена за посетиоце.

## Галерија
- Тино
- Залив Специја
- Тино виђен из бункера на Палмарији 1944. године
- Палмарија и Тино